# Sadd-e Mahābād
Sadd-e Mahābād (persiska: سدّ مهاباد) är en dammbyggnad i Iran.   Den ligger i provinsen Västazarbaijan, i den nordvästra delen av landet, 500 km väster om huvudstaden Teheran. Sadd-e Mahābād ligger 1 340 meter över havet.
Terrängen runt Sadd-e Mahābād är huvudsakligen kuperad. Sadd-e Mahābād ligger nere i en dal. Runt Sadd-e Mahābād är det ganska tätbefolkat, med 60 invånare per kvadratkilometer. Närmaste större samhälle är Mahabad, 1,8 km öster om Sadd-e Mahābād. Runt Sadd-e Mahābād är det i huvudsak tätbebyggt.